# Falcó cama-roig
El falcó cama-roig o xoriguer cama-roig (Falco vespertinus) és un ocell rapinyaire rar que pertany al gènere Falco de la família dels falcònids) Es troba a Europa de l'Est i l'Àsia central i el seu estat de conservació es considera de vulnerable.

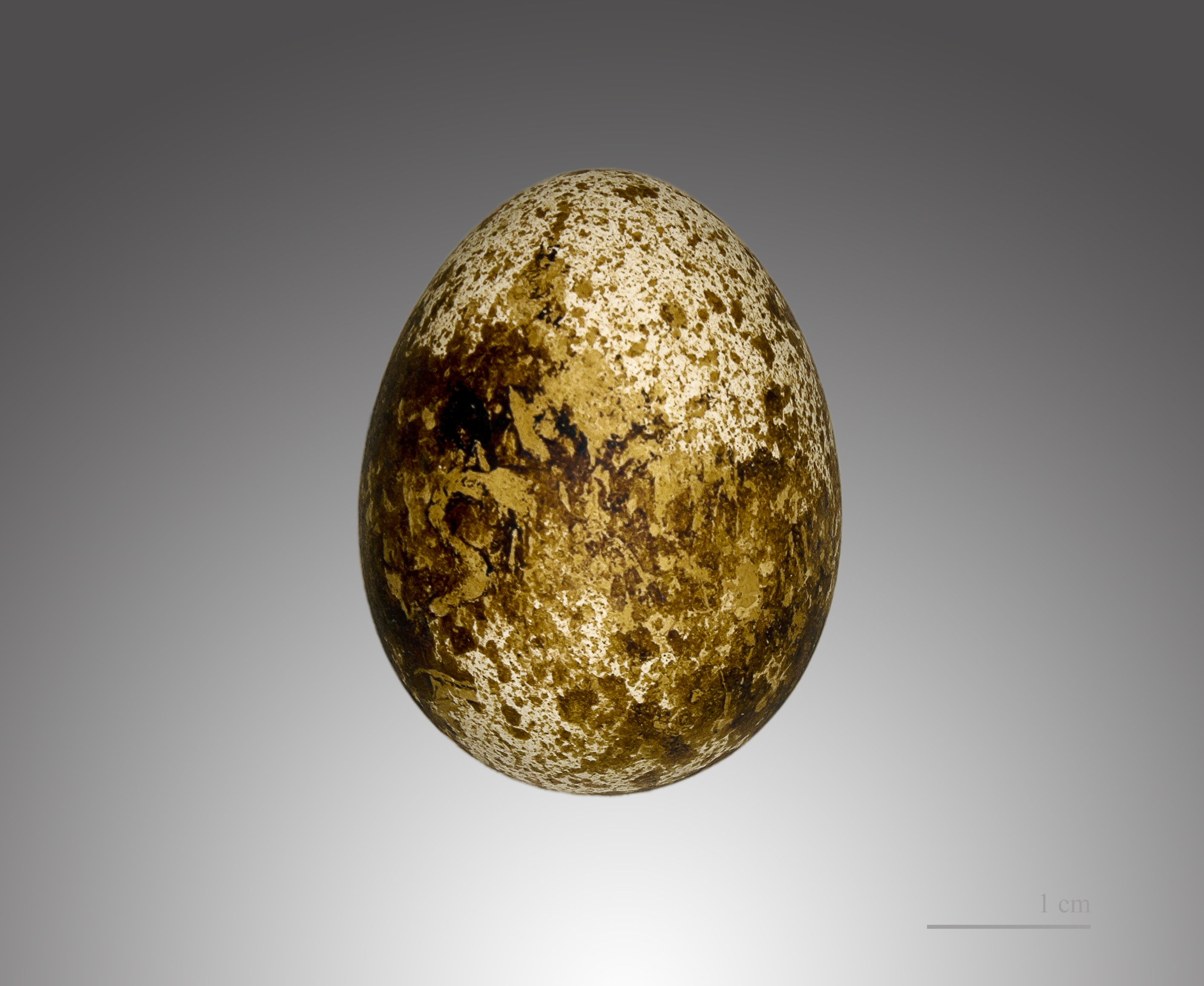
Ou